# 毛丰美
毛丰美（1949年5月—2014年9月26日），辽宁凤城人，满族，中国共产党党员。第八、九、十、十一、十二届全国人民代表大会辽宁地区代表。
凤城县凤山人民公社（今凤山街道）大梨树生产大队人，初中毕业后，毛丰美在当地担任兽医，曾辽宁省科技标兵称号。1977年2月，加入中国共产党。1980年起，担任大梨树生产大队大队长。后任大梨树村村民委员会主任、村党支部书记；1992年至2014年担任大梨树村党委书记、村委会主任、村实业公司总经理。2008年，当选全国人大代表。2013年，再度当选全国人大代表。2014年9月26日去世。2016年3月，中共中央组织部追授毛丰美“全国优秀共产党员”称号。